# Telefon (Film)
Telefon ist ein US-amerikanischer Agentenfilm des Regisseurs Don Siegel aus dem Jahr 1977, der vor dem Hintergrund des Kalten Krieges spielt. Die Literaturverfilmung basiert auf dem Roman Krieg per Telefon von Walter Wager.

## Handlung
Der sowjetische Nachrichtenoffizier Nicolai Dalchimsky ist unzufrieden mit der Entspannungspolitik der Sowjetunion gegenüber den Vereinigten Staaten von Amerika. Bevor er einer mörderischen „Säuberungswelle“ gegen Alt-Stalinisten zum Opfer fallen kann, flieht er in die USA – in seinem Besitz ein kleines Büchlein mit den Namen, falschen Identitäten, Wohnadressen und Telefonnummern sogenannter „Schläfer“. Bei diesen handelt es sich eigentlich um Agenten, die als Studenten rekrutiert und ausgebildet, mit amerikanischen Verhältnissen vertraut gemacht wurden und seither jahrelang unauffällig in den Staaten leben. Im Rahmen des Geheimprojekts „Telefon“ sind 51 von ihnen so konditioniert, dass sie beim Hören einer Gedichtzeile in Verbindung mit ihrem ehemaligen russischen Namen, quasi als „fünfte Kolonne“, einen vorab festgelegten Sabotageakt gegen militärische oder Infrastruktureinrichtungen durchführen. Außerdem wurden sie mittels eines hypnotischen Befehls „programmiert“, bei der Tat selbst den Tod zu finden oder – wenn das nicht passiert – anschließend Suizid zu begehen, um nicht gefasst zu werden.
Der KGB-Major Grigori Borzow wird über Kanada hinterhergeschickt, um Dalchimsky auszuschalten, der schon einige Attentäter aktiviert hatte. Weiter soll er verhindern, dass „Telefon“ jemals bekannt wird, da die Militärs dieses Programm selbst vor dem aktuellen Zentralkomitee der KPdSU geheim gehalten haben und eine Aufdeckung Konsequenzen bis hin zu einer kriegerischen Auseinandersetzung zur Folge haben könnte. Borzow wird bei seinem Auftrag von der in den Vereinigten Staaten lebenden Kollegin Barbara unterstützt, einer Doppelagentin, die auch in Diensten der USA steht.
Unterdessen wundert sich die CIA in Langley (Virginia), warum im Abstand mehrerer Tage Anschläge auf Ziele verübt werden, die mittlerweile eher bedeutungslos oder zumindest zweitrangig sind. Die Analystin Dorothy Putterman weist ihre Vorgesetzten auf die den Attentaten vorausgegangene Eliminierung verschiedener sowjetischer Funktionäre und Dalchimskys Rolle im KGB hin, sodass sich die Spezialisten mit der Zeit ein Bild der Vorgänge machen können.
Das Verhältnis zwischen Borzow und Barbara ist zunächst nicht sehr gut: Er erteilt ihr barsch Befehle und lässt sie über den Hintergrund im Unklaren. Einen nach missglücktem Sabotageakt schwer verletzt im Krankenhaus liegenden Schläfer ermordet Barbara, als Krankenschwester verkleidet, damit er nicht der amerikanischen Spionageabwehr in die Hände fällt.
Nach der Tat glaubt sie, dass die Mission beendet sei, und bereitet für Borzow, gemäß ihrem Auftrag, ein vergiftetes Getränk vor. Als er ihr sagt, dass der Auftrag noch lange nicht vorbei sei, lässt sie das Glas schnell fallen.
Borzow studiert die bisherigen Anschlagsziele, um ein Muster Dalchimskys zu erkennen. Ihm wird ersichtlich, dass Dalchimsky, wohl größenwahnsinnig geworden, die Reihenfolge der Angriffsziele so wählt, dass deren Anfangsbuchstaben seinen Namen ergeben. Damit gelingt es den beiden schließlich, die Schritte ihres Gegenspielers vorauszusehen. Nach den Anschlägen in Denver, Apalachicola (gescheitert), Akron, Los Angeles, Cambridge, New Mexico muss der nächste Ort mit einem H beginnen. In Houston tötet Borzow einen Schläfer, bevor dieser größeren Schaden anrichten kann und Barbara kann Dalchimsky fast stellen. Barbara und Borzow fliegen mit einer gecharterten Maschine zu dem anderen Ort, der mit H beginnt: Holderville. In der Maschine kommen sich beide näher. In Holderville erwürgt Borzow zunächst den Schläfer und dann Dalchimsky. Barbara hatte vom KGB Weisung, Borzow nach Erledigung seiner Mission zu beseitigen – die US-Amerikaner wünschen ebenfalls, ihn tot zu sehen und die Informationen über alle verbliebenen Agenten zu erhalten. Sie führt die Anordnungen aber nicht aus, da beide sich ineinander verliebt haben und entschließen, unterzutauchen. Als Absicherung gegenüber Versuchen ihrer bisherigen Arbeitgeber, sich ihrer zu bemächtigen, haben sie die Liste der weiteren Saboteure, die notfalls jederzeit wieder „erwachen“ könnten („Wenn Sie nicht wollen, dass die Telefone wieder klingeln, dann lassen Sie uns in Ruhe!“). Zwar zerstört Borzow das Adressbuch Dalchimskys, allerdings musste er alle Details aus einem zweiten Exemplar vor seinem Einsatz auswendig lernen.

## Synchronisation
Die Deutsche Fassung entstand bei der Berliner Synchron GmbH. Das Dialogbuch schrieb Lutz Arenz. Für die Dialogregie war Dietmar Behnke verantwortlich.
| Darsteller       | Rolle                 | Synchronsprecher        |
| ---------------- | --------------------- | ----------------------- |
| Charles Bronson  | Grigori Borzow        | Michael Chevalier       |
| Lee Remick       | Barbara               | Marianne Lutz           |
| Donald Pleasence | Nicolai Dalchimsky    | Friedrich W. Bauschulte |
| Patrick Magee    | General Strelsky      | Ernst Wilhelm Borchert  |
| Alan Badel       | Oberst Malchenko      | Heinz Petruo            |
| Tyne Daly        | Dr. Dorothy Putterman | Gisela Fritsch          |
| Sheree North     | Marie Wills           | Andrea Brix             |
| John Mitchum     | Harry Bascom          | n.n.                    |
| Frank Marth      | Sandburg              | Horst Schön             |
| Ed Bakey         | Carl Hassler          | n.n.                    |
| Hank Brandt      | William Enders        | n.n.                    |
| Åke Lindman      | Lieutenant Alexandrow | n.n.                    |
| Ansa Ikonen      | Dalchimskys Mutter    | Tina Eilers             |
| Iggie Wolfington | Father Stuart Diller  | n.n.                    |

## Hintergrund

### Dreharbeiten
Telefon wurde teils in Finnland aufgenommen, mit einigen Gastauftritten einheimischer Schauspieler, wie Ansa Ikonen und Åke Lindman. Die gezeigte vermeintliche Skyline des texanischen Houston ist eigentlich diejenige von Great Falls (Montana), wo hauptsächlich gefilmt wurde. Ein während der Handlung explodierendes Gebäude war in Wirklichkeit die aufgezeichnete kontrollierte Sprengung der dortigen alten „Paris Gibson“ Junior High School. Die Houston darstellenden Straßenszenen kamen auf einem Studiogelände in Hollywood zustande, während Szenen im Innern des Houstoner Hyatt Regency am Embarcadero im kalifornischen San Francisco abgedreht wurden.

### Aktivierung der Schläfer
Im Film werden diese mittels eines Gedichtes des US-amerikanischen Lyrikers Robert Frost geweckt:
Des Waldes Dunkel zieht mich an,

doch muss zu meinem Wort ich stehn

und Meilen gehen, bevor ich schlafen kann.

und Meilen gehen, bevor ich schlafen kann.

Im englischsprachigen Original:
The woods are lovely, dark and deep.

But I have promises to keep,

And miles to go before I sleep,

And miles to go before I sleep.

Frost schrieb diese Zeilen 1922 in das Gedicht Stopping by Woods on a Snowy Evening.
Das Motiv des durch eine bestimmte Phrase oder Sätze bzw. Bilder aktivierten Schläfers behandelt, wie bei einigen weiteren Filmen seit den 1960er Jahren (z.Bsp. „Botschafter der Angst“, nach dem gleichnamigen Roman von Richard Condon), die Vorstellung, dass zu Auftragsmördern oder Saboteuren ausgebildete Menschen, per Gedächtnismanipulation und Bewusstseinskontrolle (Gehirnwäsche) „ruhend gestellt“, an sich unauffällige Leben führen und bei gegebenem Anlass animiert werden können, die ihnen „implantierten“ Aufgaben ausführen. Der Film "Botschafter der Angst" wurde unter dem Titel Der Manchurian Kandidat neu verfilmt.
Später wurde es parodistisch in Die nackte Kanone und Zoolander (hier wird der Täter durch ein Musikstück aktiviert) aufgegriffen und auch von Quentin Tarantino in seinem Film Death Proof – Todsicher zitiert. Hier lautet die Übersetzung des o. g. Gedichtes:
Wie tief und dunkel ist der Tann,

doch mich treibt ein Versprechen an,

und Meilen noch, bevor ich endlich schlafen kann.

Der Nachsatz „Hast Du gehört, Butterfly? Meilen noch, bevor Du endlich schlafen kannst.“ spielt auf ebendiese Konditionierung in Telefon an.

## Kritiken
„Unrealistischer, durchschnittlich spannender Agentenfilm ohne tiefergehende Ambitionen, mit leiser Ironie perfekt inszeniert.“

## Auszeichnungen
Nominiert für den  Edgar Allan Poe Award 1978 als bester Spielfilm.